# 内山隧道

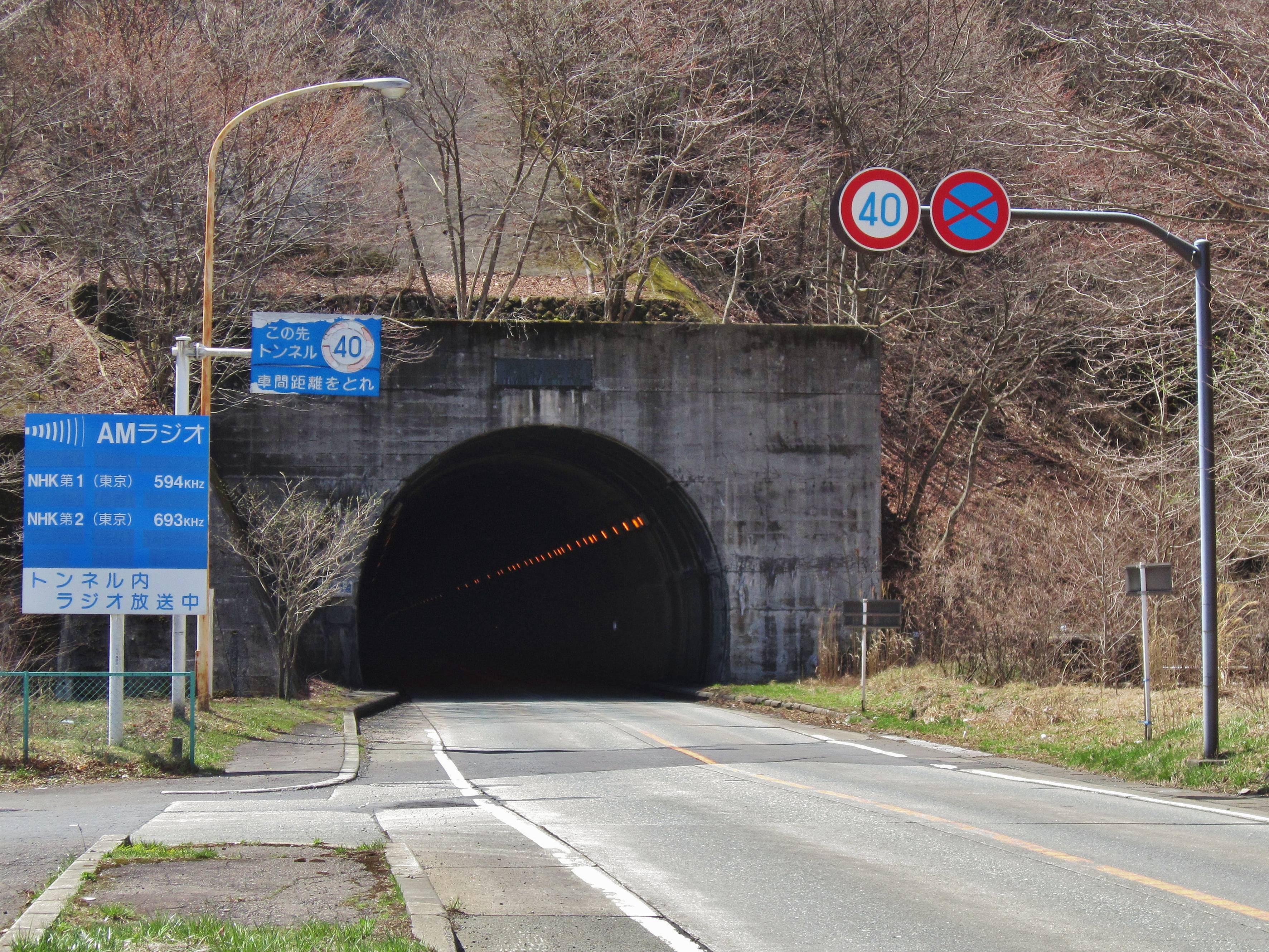
群馬一侧隧道口

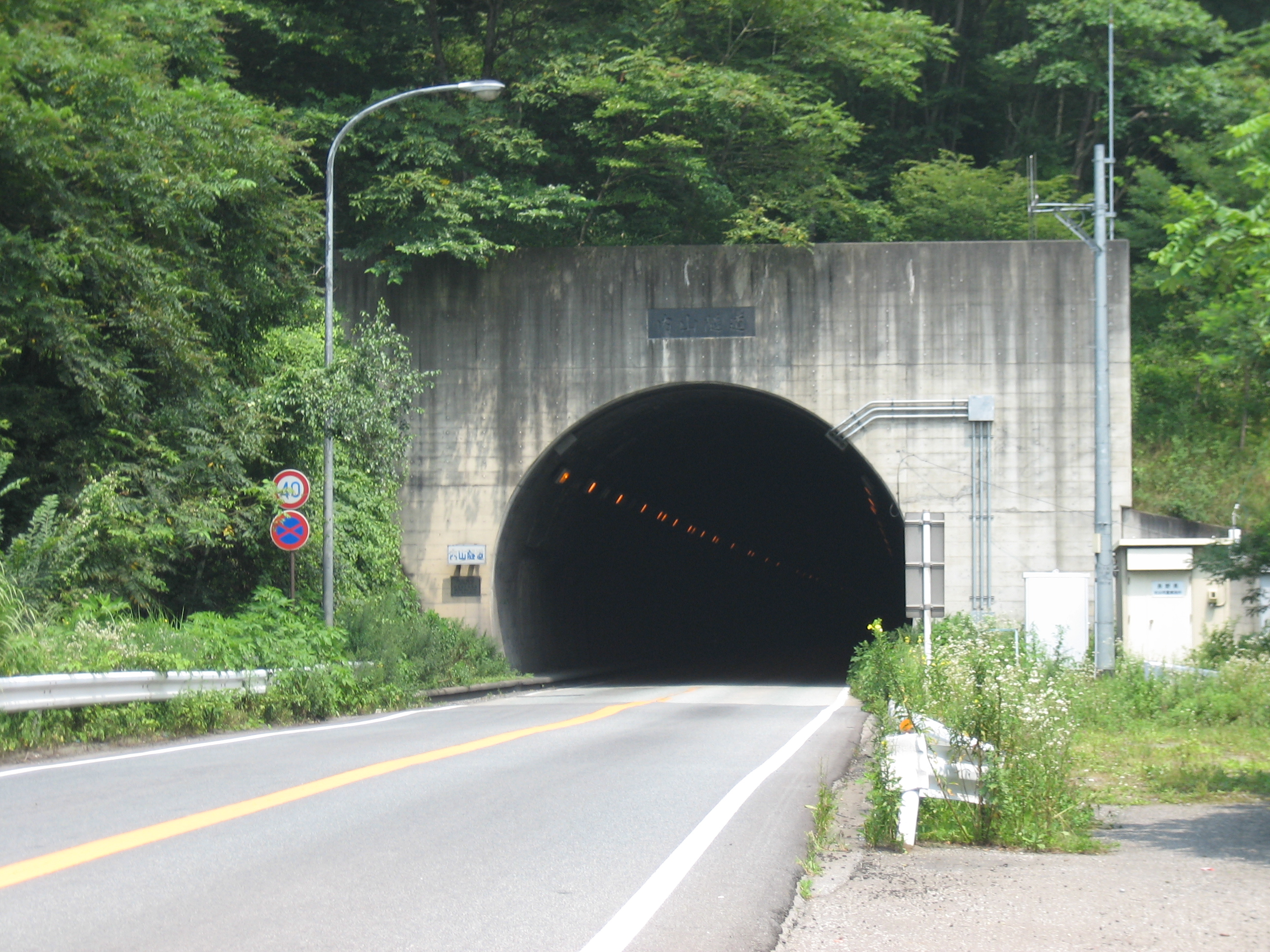
长野一侧隧道口

内山隧道（日语：／）是日本的一座公路隧道，位于群馬縣甘樂郡下仁田町和长野县佐久市的交界处，承载日本254號國道穿过内山峠，单洞双向行驶，全长1254米，1970年开始建设，1978年建成通车。